# Cephaloscyllium stevensi
Cephaloscyllium stevensi es una especie de elasmobranquio carcarriniforme de la familia Scyliorhinidae.